# Орлан-10
«Орлан-10» — російський багатоцільовий безпілотний авіаційний комплекс, призначений для ведення спостереження за протяжними та локальними об'єктами у важкодоступній місцевості виробництва ТОВ «Спеціальний технологічний центр», Санкт-Петербург, Росія. Використовує двигун внутрішнього згоряння як силову установку.
В травні 2022 року була представлена ударна модифікація.

## Опис

### Огляд

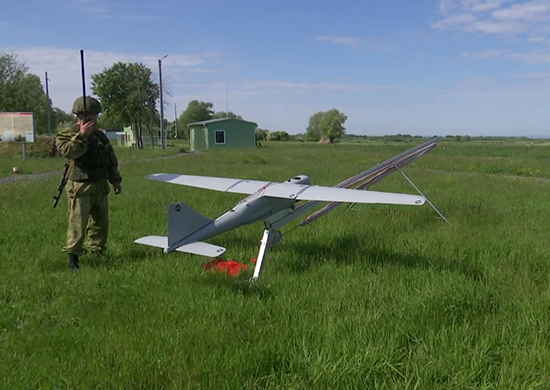
Орлан-10 на пусковій катапульті

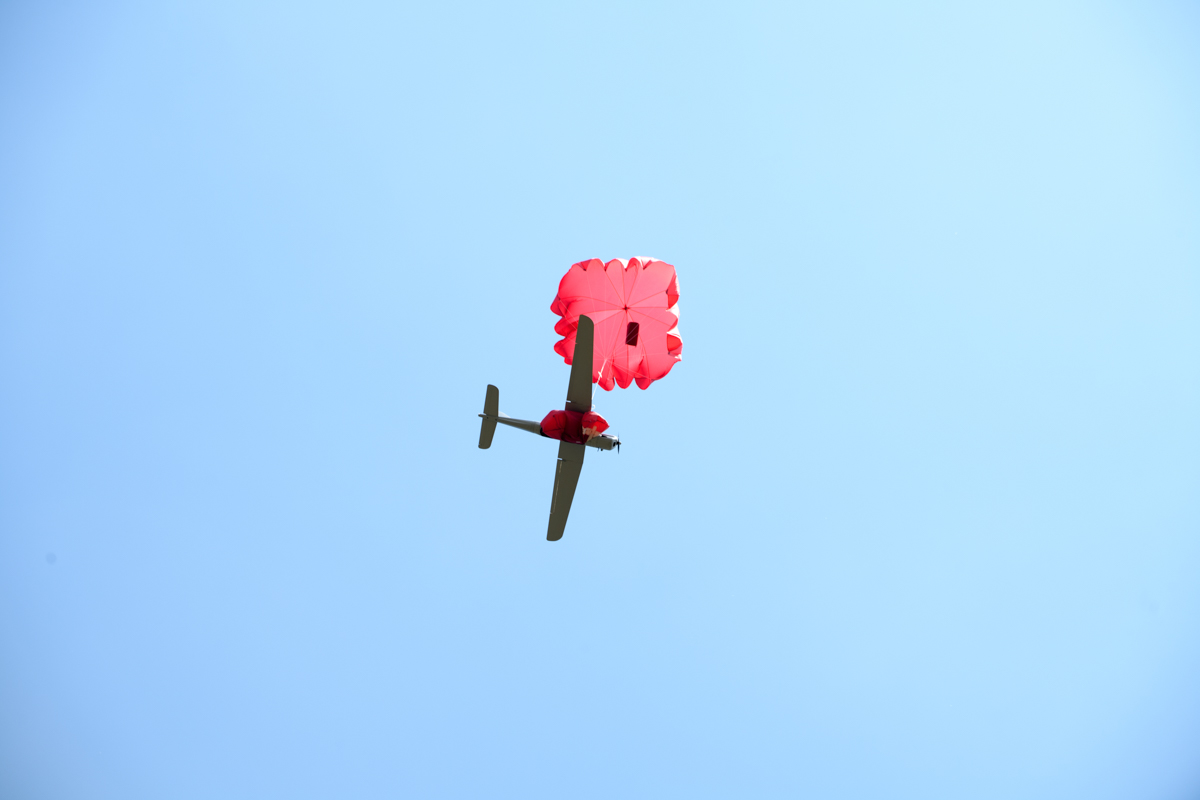
БпЛА «Орлан-10» приземляється на парашуті

Багатофункціональний безпілотний авіаційний комплекс, призначений для ведення спостереження за протяжними та локальними об'єктами у важкодоступній місцевості, в тому числі при проведенні пошукових та ремонтних робіт. Розроблено російським підприємством «Спеціальний технологічний центр».
До складу комплексу входять робочі місця операторів, обладнання радіоканалів управління і передачі даних, обладнання для технічного обслуговування і забезпечення старту БпЛА, бензогенератор 1 кВт для забезпечення автономної роботи.
Комплекс «Орлан-10» складається з базової станції та декількох БпЛА. Максимальна злітна маса БпЛА за різними даними від 14 до 18 кг, з яких на корисне навантаження припадає 5 кг. Стартує з розбірної катапульти, здатний передавати відео на відстань до 120 км. Комплекс з ПДК, стартової катапульти та 4 БпЛА може перевозитися на автомобілі УАЗ-469 або «Рись» (італійський багатоцільовий броньований автомобіль Iveco LMV, що з кінця 2010 року збирається на КамАЗ).
Пункт управління БпЛА «Орлан-10» має можливість здійснювати управління не більше ніж чотирма безпілотними літальними апаратами з одного пункту управління. За потреби із допомогою комплексу можливо організувати локальну мережу до 30 операторів для управління корисними навантаженнями одночасно запущеними БпЛА.
Як карту можна використати растрове зображення місцевості з прив'язкою за декількома точками або електронну карту. Для маршруту можна вказати до 60 точок, в яких задається висота та ознака її обльоту: прохід по висоті або баражування. Коригування маршруту здійснюється за радіоканалом. Можливо вказати точку «Дім» і точки посадки, а також алгоритми поведінки у нештатних ситуаціях (втрата радіозв'язку, відсутність сигналів GPS, відмова двигуна). Оператором вказуються точки включення і виключення корисного навантаження, а при використанні фотоапарата — коефіцієнт перекриття кадрів.
Можливості комплексу дозволяють оперативно заміняти корисне навантаження і склад бортового обладнання, забезпечувати відео- і фотозйомку в поєднанні з реєстрацією поточних параметрів (координати, висота, номер кадру), використовуватися в складних метеоумовах і з обмежених майданчиків, допускає розміщення контрольно-вимірювальної апаратури всередині консолей крила. Наявність бортового генератора дозволяє використовувати активні навантаження протягом всього польоту, так само можливе використання одного БпЛА як ретранслятор для інших.
Літальний апарат змішаної конструкції (метал та пластмаса), конструкція виконана за класичною схемою високоплана з переднім розташуванням двигуна та гвинтом, що тягне.
Може нести на борту декілька типів цільового устаткування: тепловізор, фотокамеру, гіростабілізовану відеокамеру, радіопередавач, ретранслятор тощо.

### Подальший розвиток
У квітні 2021 року корпорація «Ростех» продемонструвала іноземцям спільну роботу самохідної гаубиці 2С19 «Мста-С», модернізованої під стандартний для НАТО калібр 155 мм, і розвідувального безпілотника «Орлан-10Е». Під час показу артилерійська установка виконала стрільбу на максимальну відстань 40 кілометрів і продемонструвала взаємодію з БпЛА «Орлан-10Е». Дрон передавав координати цілі машині управління, що розраховувала установки для стрільби та відправляла їх екіпажу самохідної гаубиці.
Наприкінці 2021-го — початку 2022 року командир 58-ї окремої мотопіхотної бригади ім. гетьмана Івана Виговського Дмитро Кащенко повідомив, що українські військові стикаються з новою модифікацією літальних апаратів даного типу. Нова версія має більшу практичну стелю — 5500-6500 м, завдяки чому вони стали стійкими до засобів радіоелектронного придушення.

### Складові
На основі дослідження спільноти Армія SOS БпЛА «Орлан-10» (бортовий № 10332), що впав 6 листопада 2016 року в Азовське море, серед складових літальних апаратів майже всі виробництва не Росії, а інших країн. Російського виробництва в літальних апаратах лише корпус та навігаційний приймач МНП-М7 (створений на основі мікросхеми ADSP-BF534).
Зокрема, у досліджуваному зразку:
- модуль GPS виробництва КНР, мікросхеми мали маркування HC4060 2H7A201 та STC 12LE5A32S2 35i.
- стартер-генератор PTN78020 виробництва американської компанії Texas Instruments Incorporated.
- двигун внутрішнього згоряння японського виробника SAITO разом з модулем запалювання 4,8-9 В, 500 мА.
- польотний контролер на мікросхемі STM32F103 QFP100 французько-італійського виробника мікроелектроніки STMicroelectronics.
- датчики тиску повітря реалізовані в мікросхемах MPXA4115A і MPXV5004DP американської компанії Freescale Semiconductor.
- також на літальному апараті встановлений датчик-компас HMC6352 американської компанії Honeywell.
- модуль передачі телеметрії працює в діапазоні 902—928 МГц. Управління модулем реалізоване на базі мікроконтролера ATxmega256A3 американської компанії Microchip.
  - підсилювач передавача RF3110 німецької компанії Municom.
  - приймач-передавач DP1205-C915 німецької компанії AnyLink
  - антена — 2/3 класичний чвертьхвильовий диполь на 915 МГц, вертикальна поляризація, установлена у хвостовій порожнині.
- GPS-модуль реалізований на базі GLONASS, GPS і QZSS приймача LEA-6N швейцарської компанії u-blox в парі з російським МНП-М7 (побудований на мікросхемі ADSP-BF534 американської компанії Analog Devices).

У збитого у квітні 2022 року Орлан-30 для ведення розвідки було використано звичайний дзеркальний фотоапарат виробництва фірми Canon.

## Льотно-технічні характеристики
- Розмах крила, 3,1 м
- Довжина, 1,8 м
- Висота: м
- Маса:
  - порожнього, 12,5 кг
  - максимальна злітна вага: від 14 до 18 кг
- Двигун — ДВЗ (бензин А-95)
- Спосіб старту — зі спеціальної розбірної катапульти
- Спосіб посадки — парашут, крім цього є дві системи, що забезпечують збереження апарата при жорсткій посадці
- Тип двигуна: ДВЗ
- Швидкість: 90-150 км/год
- Максимальна дальність застосування комплексу: до 120 км від наземної станції керування (до 600 км в автономному режимі)
- Максимальна швидкість вітру на старті — 10 м/с
- Максимальна висота польоту (стеля) — 5000 м
- Тривалість польоту: до 16 год 30 хв
- Діапазон робочих температур біля поверхні землі: від −30 до +40 °C

## Модифікації
Орлан-10Е — експортна модифікація Орлан-10.

### Орлан-30 та Орлан-50

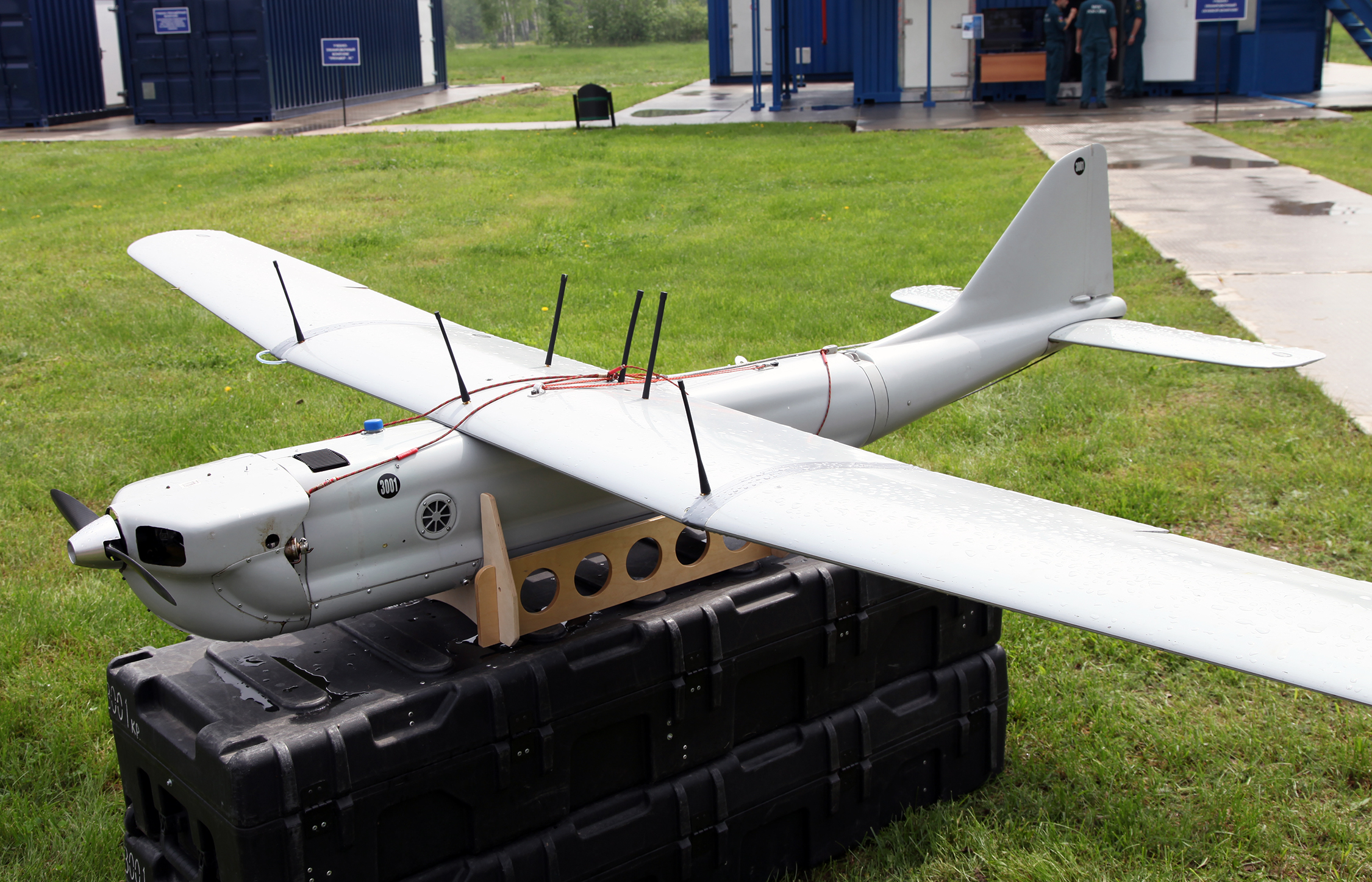
Прототип Орлан-30 на виставці ISSE 2013 року

11-12 лютого 2016 року було представлено дві нові модифікації БпЛА сімейства Орлан: Орлан-30 та Орлан-50. Обидві модифікації мають збільшені в порівнянні з Орлан-10 габарити: 2,43 м завдовжки та 3,8 м завширшки, робочий радіус 500 км, практичну стелю 5000 м, час роботи 8 годин.
Головна відмінність від оригіналу — встановлені двигуни: Орлан-30 має один двигун, Орлан-50 — два. Завдяки цьому зросла максимальна злітна маса Орлан-50 до 50 кг, корисне навантаження до 15 кг (Орлан-30, для порівняння: 27 кг та 8 кг відповідно). Крейсерська швидкість обох модифікацій становить 90 км/год, максимальна швидкість Орлан-50 — 180 км/год, Орлан-30 — 150 км/год.
Обидві модифікації стартують з катапульти та приземлюються на парашуті.
Обидві модифікації здатні нести 3-4 вантажних модулі з корисним навантаженням. Серед можливих модулів для Орлан-30 та Орлан-50 пропонують систему цифрової аерофоторозвідки роздільною здатністю 80 мегапікселі; гіростабілізовану електрооптичну інфрачервону (EO/IR) відеосистему; прилади радіоелектронної розвідки та пеленгу; системи спостереження за радіаційним фоном тощо.
Обидві модифікації мають систему захищеної передачі даних на відстань до 120 км та пропускною здатністю 2-16 Мб/с.
До складу безпілотної літальної системи Орлан-30 та Орлан-50 входить наземна система управління та до 4 БпЛА, один із цих БпЛА здатен виконувати роль радіорелейного передавача між наземною станцією управління та іншими трьома БпЛА.

### Бомбардувальник
ВПС Росії мали серйозні проблеми під час війни в Україні, застосовуючи по наземних цілях некеровані бомби з ударних літаків та гелікоптерів. Точність ураження була низькою, та доводилося знижуватися, підставляючи себе під удари ПЗРК. Внаслідок цього російська авіація зазнала великих втрат.
Тому ВПС Росії почали озброювати дрони «Орлан-10» гранатами з 40-мм пострілів ВОГ-25П для ручних гранатометів з додаванням хвостового оперення.
Помітно, що ідея перетворити розвідувальний дрон на умовно-ударний була виконана на заводському рівні. Один БпЛА здатен взяти на борт до 4 боєприпасів.

## Системи на основі
БпЛА «Орлан-10» у кількості до трьох одиниць входять до складу комплексу радіоелектронної боротьби РБ-341В «Леєр-3».

## Застосування

### Російсько-українська війна

#### Огляд
На початку січня 2017 року волонтери спільноти InformNapalm і активісти Українського Кіберальянсу (UCA) повідомили про успішну розвідувальну операцію проти російських терористів. Українським активістам вдалось вкорінити специфічне програмне забезпечення на робочий комп'ютер «начальника розвідки другого армійського корпусу народної міліції» (2 КНМ) російських окупаційних військ у Луганській області. Після вкорінення активісти отримали контроль над даними, що пересилалися між «начальником розвідки» 2 КНМ, 12-м командуванням резерву ЗС РФ (м. Новочеркаськ, Росія) і розвідувальними підрозділами, що діють в інтересах «корпусу» (російська безпілотна авіація, підрозділи радіоелектронної розвідки та космічна розвідка).
З оприлюднених даних випливало, що серед засобів повітряної розвідки російських окупаційних військ у Луганській області на кінець 2014 року перебували БпЛА Орлан-10 (4 одиниці), Елерон-3 (4 одиниці), РБ-341В (2 одиниці), Тахіон (2 одиниці).
Також на території Луганської області російське командування використовувало два комплекси РБ-341В «Леєр-3» (комплекс був помічений також у Донецьку; аеродинамічно перекинутий передавач перешкод абонентським терміналам стільникового зв'язку стандарту GSM. Це комплекс придушення GSM-зв'язку з допомогою перешкод, які передаються з безпілотного літального апарата «Орлан-10»).
Також до нештатних сил і засобів повітряної розвідки були зараховані такі БпЛА з прив'язкою до підрозділів ЗС РФ:
- 83 ОДШБр (в/ч 71289) — три БпЛА типу «Орлан-10» з бортовими номерами 10253,10263, 10273
- 100 ОРБр (в/ч 23511) — три БпЛА типу «Орлан-10» з бортовими номерами 10258, 10268, 10278
- 138 ОМСБр (в/ч 02511) — два БпЛА типу «Тахіон» з бортовими номерами 141168, 141169

З отриманих документів також випливало, що управління БпЛА було покладено на кадрових російських військових, які продовжували отримати зарплату військовослужбовця за час перебування на території України.
За даними Штабу АТО ціна комплексу на рівні 18 мільйонів рублів, а вартість літака коливається в районі 5-7 млн рублів. Ці БпЛА несуть серйозну загрозу і, зазвичай, застосовуються комплексно, по 2-3 літаки на операцію.
Наприклад, якщо у групі три літальних апарати, то перший веде розвідку з висоти 1000—1500 м, другий — це БпЛА радіоелектронної боротьби, третій — ретранслятор, який здійснює передачу розвідувальної інформації центру управління (летить на висоті 4,5–5 км та більше). Частіше в групі два апарати — розвідник та ретранслятор. Імовірно, що в групах з двох БпЛА на розвіднику встановлено додаткове обладнання для створення активних шумових перешкод.
На початку жовтня 2018 року українські військові вивчали можливість знищення БпЛА типу «Орлан-10» засобами вертольотів вогневої підтримки Мі-24. Так, було проведено спільне тренування екіпажів вертольотів та наземних підрозділів. Вітчизняний БпЛА «Лелека» грав роль ворожого «Орлана», вертолітники полювали на нього. Тренування показало готовність підрозділів армійської авіації збивати ворожі БпЛА в місцях, де застосування ракет протиповітряної оборони буде недоцільним.

#### Втрати
Список апаратів, утрачених окупаційними російськими військами під час війни:
- За даними СБУ та Міністерства оборони України, 28 травня 2014 року українськими силами був збитий БпЛА «Орлан-10»[15].|  | За попереднім оглядом фахівців, апарат є одним з серійних модифікацій БПЛА "Орлан-10" російського виробництва з парашутною системою приземлення. Як повідомляє пресслужба СБУ, БПЛА «Орлан-10» є складовою частиною комплексу повітряної розвідки, спостереження та моніторингу. Використовується державними структурами Росії, зокрема, Міноборони РФ як літак-розвідник, здатний створювати карти місцевості в 3D і управляти ходом бою. |

|  | Збитий БПЛА відповідає моделі, яка випускається в Росії. Корпус і двигун — російського виробництва, електронна «начинка» — виробництва Тайваню |

- Такий же БпЛА був збитий 11 липня 2014 року, у районі с. Зеленопілля, де о 04:30 ранку по українському військовому табору було завдано нищівної ракетної атаки з систем залпового вогню «Град»[17][18][19].
- БпЛА «Орлан-10» було також збито українськими військовими 23 липня 2014 року під Амвросіївкою[20], ще один апарат був збитий на Донеччині 1 серпня того ж року[21].
- БпЛА «Орлан-10» з бортовим номером 10253, що належав 83 ОДШБр ЗС РФ було втрачено 3 лютого 2015 року. Борт проводив аеророзвідку за маршрутом Чорнухине-Дебальцеве 3 лютого 2015 р. О 14:20, було втрачено сигнал КТР з бортом. Оператор намагався повернути борт на точку запуску, але він не реагував на команди. О 14:35, на висоті 1514 метрів, з БпЛА повністю зник зв'язок. Причиною втрати БпЛА, яка вказана в акті попереднього розслідування, — стала складна радіоелектронна ситуація (тобто підрозділи ЗСУ успішно застосували засоби радіоелектронної боротьби).[22]
- Ще один БпЛА «Орлан-10» був збитий у квітні 2016 року неподалік м. Авдіївки, саме тоді, коли з новою силою спалахнули бої навколо міста. За даними СБУ, російські військові не довіряють керування апаратами такого класу найманцям та терористам зі складу ДНР/ЛНР, а використовують його виключно російські кадрові військові[23].

- 6 листопада 2016 року БпЛА «Орлан-10» з бортовим номером 10332 впав неподалік від населеного пункту Мелекіне Мангушського району Донецької області в акваторії Азовського моря. Відтворений з флеш-накопичувача журнал польотів безпілотника свідчить, що він не раз проводив розвідку української території, починаючи з 2014 року. Згідно зі звітом, російський БпЛА активно використовувався починаючи з операції із захоплення Криму. Також він здійснював розвідувальні польоти в районі українських населених пунктів Бердянське, Виноградне, Калинівка, Лебединське, Маріуполь, Покровське, Приморське, Піонерське, Сопине, Сартана, Саханка, Талаківка, Широкине. Запускали БпЛА з точок в окупованому Криму, а також з військових полігонів РФ у Краснодарському краї та Волгоградській області Росії[24].
- 16 вересня 2017 року, внаслідок технічного збою в системі, неподалік населеного пункту Новогродівка (Донецька область), впав БпЛА «Орлан-10» з бортовим номером 11057[13][25].

- 28 грудня 2017 року, неподалік Курдюмівки, близько 22:00, українські військові збили російський БпЛА типу «Орлан-10». Згодом почались пошуки уламків безпілотника[26].
- 8 січня 2018 року, на маршруті повітряної розвідки смт Зайцеве — с. Кодема — с. Семигір'я в Донецькій області, українськими засобами ППО був збитий БпЛА типу «Орлан-10»[27].
- 14 січня 2018 року, в зоні проведення Антитерористичної операції на сході України, українськими засобами ППО був збитий російський БпЛА типу «Орлан-10»[28]

За даними спільноти ІнформНапалм, станом на кінець січня 2018 року було задокументовано 9 фактів втрат БпЛА цього типу в Луганській та Донецькій областях. З них 3 літальні апарати впали в результаті збою систем, спричинених роботою українських засобів радіоелектронної боротьби, а 6 разів БпЛА «Орлан-10» був збитий зі стрілецької зброї та ППО.
- 7 лютого 2018 року підрозділом ППО було збито БпЛА російського виробництва «Орлан-10»[29].
- 5 червня 2018 року підрозділ радіотехнічних військ ООС збив БпЛА російського виробництва «Орлан-10» під містом Бахмут[джерело?].
- 13 жовтня 2018 року в небі над Лисичанськом було виявлено безпілотний літальний апарат противника. О 08:09, радіотехнічними засобами була виявлена повітряна ціль, попередньо ідентифікована, як БпЛА «Орлан-10». Ціль маневрувала, виконуючи вочевидь розвідувальний політ за маршрутом Лисичанськ — Сєвєродонецьк. Командувачем Об'єднаних сил генерал-лейтенантом Сергієм Наєвим було ухвалено рішення для знищення цілі залучити вертоліт вогневої підтримки Мі-24. Влучною чергою, о 9:58, БпЛА «Орлан-10» російських окупаційних військ був збитий в районі смт Борівське. Збитий БпЛА мав серійний номер 2017.11.11-005 та бортовий номер 958[30].
- За день до того, 12 жовтня, над містом були виявлені два ворожих БпЛА, які рухались у бік Лисичанського НПЗ та були ідентифіковані як ударні. Для відбиття повітряної атаки був залучений ЗРК «Оса», зенітною керованою ракетою з якого було знищено один БпЛА, другому вдалось повернутись на окуповану територію. Уламки від ракети впали на територію школи, майже 700 учнів якої довелося терміново евакуювати[31].
- 19 листопада 2018 року, близько 09:49, засобами радіоелектронної розвідки Об'єднаних сил (РЕР) було виявлено БпЛА противника. Ворожий безпілотник здійснював збір розвідувальної інформації за маршрутом Бахмут — Костянтинівка — Очеретине. Після підтвердження роботи безпілотника радіолокаційними засобами протиповітряної оборони (ППО), близько 12:20, ціль було знищено вогневим підрозділом ППО Повітряних Сил ЗС України зі складу Об'єднаних сил. За аналізом уламків та характерного парашута з номером — це БпЛА типу «Орлан-10» виробництва Російської Федерації[32][33].

- 1 грудня 2018 року, близько 14:20, БпЛА «Орлан-10» здійснював розвідку безпосередньо на українській території та був знищений вогневим підрозділом ППО Повітряних сил ЗС України[34]

З початку агресії проти України, станом на грудень 2018 року, окупанти втратили не менше 19 таких безпілотних літальних апаратів.
- 16 листопада 2021 року пресслужба ООС повідомила, що засобами радіоелектронної боротьби ЗС України було примушено до посадки російський БпЛА «Орлан-10», який перетнув лінію розмежування у районі проведення операції Об'єднаних сил[35][36].

#### Російське вторгнення в Україну (з 2022)
13 березня 2022 року, БпЛА, ідентифікований як Орлан-10, впав в комуні Думітра в Румунії.
Під час війни дані БпЛА неодноразово «приземлювали» із застосуванням засобів радіоелектронної боротьби. Так, у квітні 2022 року засобами РЕБ вдалось «приземлити» спочатку Орлан-10, а потім бійцям 24 ОМБр імені короля Данила вдалося «приземлити» і Орлан-30. Цікаво, що в цьому літальному апараті в ролі паливного бака використано звичайний бутиль для води.
Десантно-штурмові війська ЗС України успішно використали ПЗРК польського виробництва («Piorun») та знешкодили російські безпілотники. По повітряних російських цілях працювали бійці 95-ї окремої десантно-штурмової бригади. Повідомлено, що завдячуючи злагодженій роботі в одному з районів ведення бойових дій ними було назавжди приземлено два багатоцільові безпілотні авіаційні комплекси «Орлан-10».
На початку вересня 2022 року, в ході наступу в районі м. Ізюму на Харківщині, українська армія поповнилася сотнями одиниць трофейної російської техніки. Зокрема до рук українських військових потрапив повний комплект документації зі станцією управління БпЛА «Орлан-10».

### Інтервенція Росії в Сирію
У червні 2015 року опозиційні до режиму Ассада угрупування оприлюднили фотографії уламків російських БпЛА «Орлан-10» та «Елерон-3СВ». На літальному апараті був встановлений модуль спостереження з 12 камерами, що дозволяє створювати детальні карти місцевості в 3-х вимірах.
16 жовтня 2015 року винищувач F-16 ВПС Туреччини збив російський безпілотник Орлан-10, який порушив турецький повітряний простір над провінцією Хатай, увійшовши на 3 км вглиб турецької території. США та Туреччина стверджують, що БПЛА належить російським військовим, проте Росія заперечила такий інцидент, пізніше визнавши його, але заперечуючи свою приналежність.
З 2016 року відомі повідомлення про застосування комплексу радіоелектронної боротьби РБ-341В «Леєр-3» у сирійському конфлікті. До складу цього комплексу може входити до трьох БпЛА «Орлан-10».
Сирійські повстанці, вивчивши рештки збитих Орланів, робили їхні саморобні наподібки.
Війна у Сирії стала також випробувальним майданчиком для модернізованих БпЛА комплексу РБ-341В.
На початку лютого 2021 року група підтримуваних Туреччиною повстанців заявила про збиття російського «Орлан-10» у повітрі над горою Завія в регіоні Джабаль аль-Завія.
В червні 2022 року місцеві жителі знайшли Орлан-10, що впав у гірській місцевості в районі Кюртюн провінції Гюмюшхане. Коли саме він впав — не відомо.

### Придушення протестів у Казахстані
6 січня Голова Ради колективної безпеки ОДКБ — прем'єр-міністр Вірменії Нікол Пашинян заявив, що «у зв'язку зі зверненням Президента Казахстану Токаєва» із запрошенням іноземних військ придушувати протести «Рада колективної безпеки ОДКБ відповідно до статті 4 Договору про колективну безпеку ухвалила рішення направити Колективні миротворчі сили ОДКБ до Казахстану на обмежений за часом період».
За повідомленнями ЗМІ, російські військові використовували БпЛА «Орлан-10» для спостереження за околицями міжнародного аеропорту «Алмати». У район аеропорту, де перебувають росіяни, прибули два розрахунки дронів. Командир одного з розрахунків «Орлан-10» повідомив, що за допомогою цього комплексу здійснюється коригування дії військових сил ОДКБ у Казахстані.

## На озброєнні
- Киргизстан Жовтень 2021. Замовлено 6 апаратів «Орлан-10Е»[52].